# Fortælling om skovgiganten
Fortælling om skovgiganten (russisk: Повесть о лесном великане) er en sovjetisk dramafilm fra 1954 af Aleksandr Sguridi.

## Handling
Langt i nord, i et af reservaterne, er forskerne i gang med at udføre forsøg på at skabe et husdyr, der er fuldt tilpasset livet og arbejdet i tajgaen. For at opnå dette forsøger de at tæmme elgen.
I et nordligt reservat finder en gruppe børn en elgkalv, hvis mor blev dræbt af en bjørn, og de hjælper den lille kalv, Rysjiku, med at overleve. Elgene opdrættet af mennesker bliver sat ud i skoven, men flokkens leder bliver dræbt af en krybskytte, og Rysjku tager hans plads.

## Medvirkende
- Oleg Zjakov som Nikandr Petrovitj Dudin
- Ljudmila Skopina som Varvara Mikhajlovna Dudina
- Lev Sverdlin som Vladimir Vasiljevitj
- Vladimir Dorofejev som Jasja
- Vera Kondakova som Nadja